# Johannes Indagine

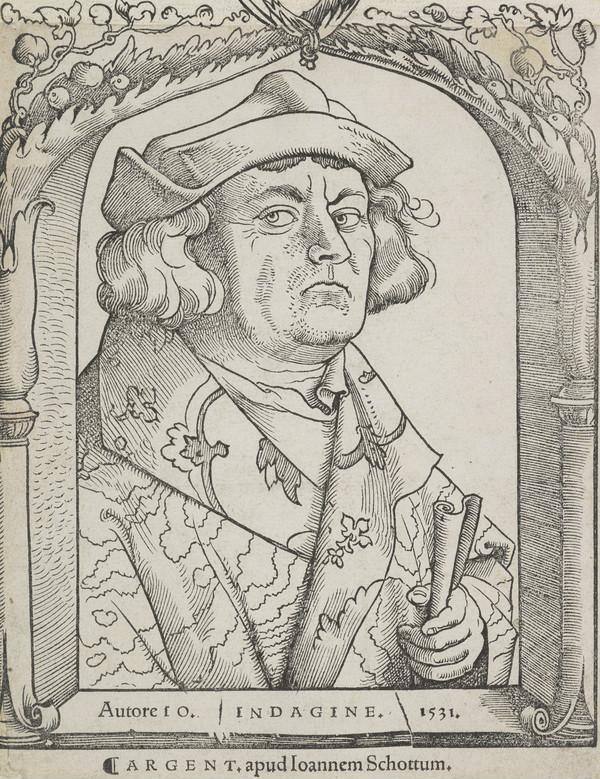
Johannes Indagine

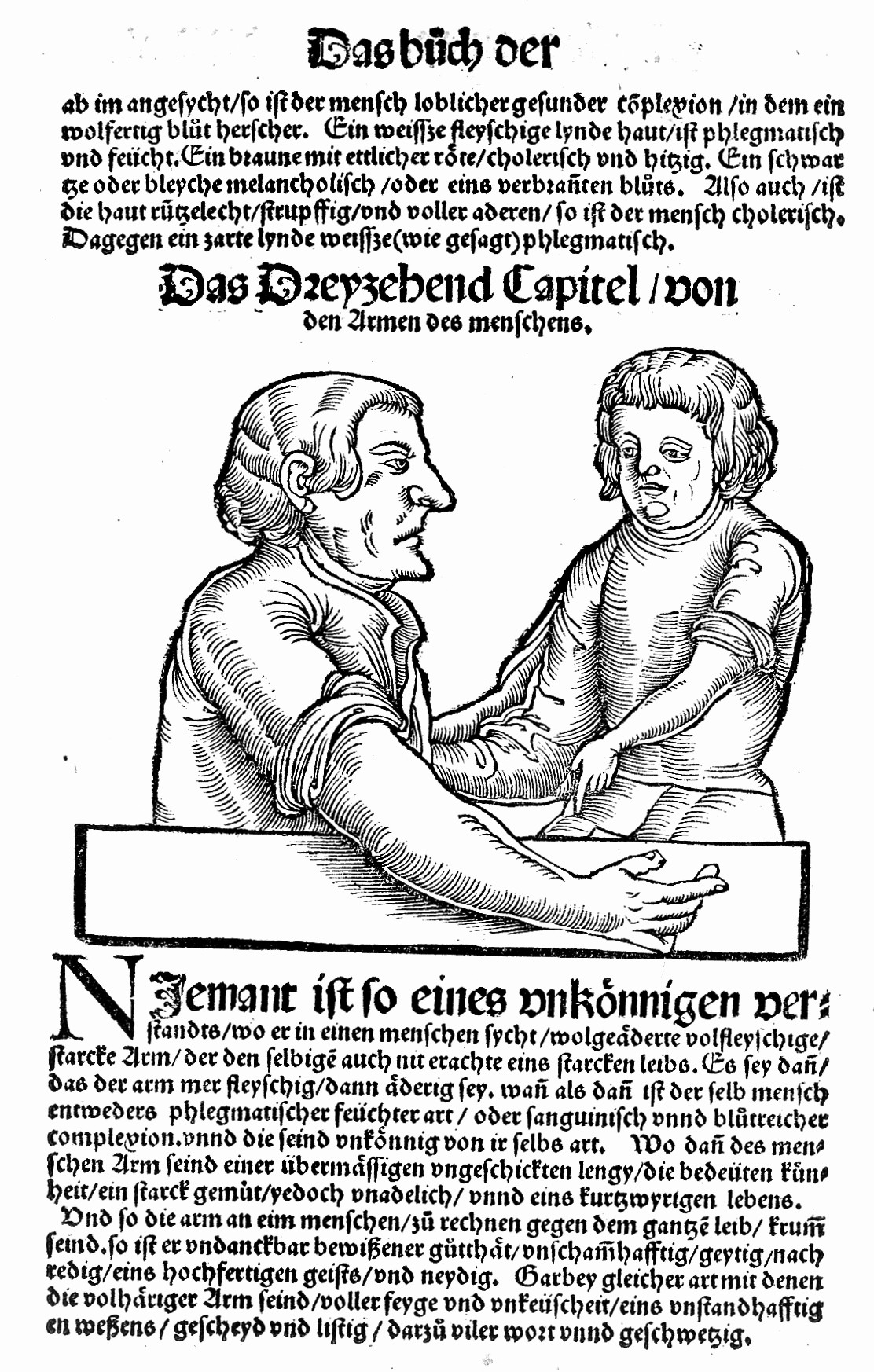
Aus: Die Kunst der Chiromantzey

Johannes Indagine, auch de Indagine oder ab Indagine (* als Johannes von Hagen spätestens 1467 in Hayn, wahrscheinlich Dreieichenhain; † 25. März 1537 in Steinheim am Main) war ein deutscher Theologe und Astrologe.

## Leben
Seine genaue Herkunft und sein Werdegang sind unbekannt. Er war vermutlich bürgerlicher oder bäuerlicher Herkunft und stammte aus einem Ort namens Hayn im Erzstift Mainz, wahrscheinlich Dreieichenhain bei Frankfurt am Main. Er besaß für seine Zeit beachtliche Kenntnisse der Naturwissenschaften, Theologie und Rechtswissenschaft, jedoch ist unbekannt, wo und wie er diese erworben hatte. Das erste gesicherte Lebensdatum ist der 8. Oktober 1488, als er Pfarrer von Steinheim am Main wurde. Dieses Amt versah er bis zu seinem Tode. In seine Amtszeit fielen die Erweiterung der Pfarrkirche St. Johann Baptist um einen spätgotischen Chor sowie Auseinandersetzungen mit der Abtei Seligenstadt um das Patronatsrecht.
1514 reiste er im Auftrag von Erzbischof Albrecht von Brandenburg nach Rom, um dessen Pallium einzulösen. Nach seiner Rückkehr wurde er 1515 Kanoniker des Kollegiatstiftes St. Leonhard in Frankfurt. Von 1521 bis 1528 amtierte er als Dechant dieses Stiftes.
Seit seiner Romreise wies er auf verschiedene Missstände der Kirche hin, unter anderem in der Widmung seiner 1522 erschienenen Introductiones. Zeitweilig sympathisierte er mit der Reformation. Im April 1521 erlebte er als Dechant des Leonhardsstiftes Martin Luthers Aufenthalt in Frankfurt auf der Reise zum Reichstag zu Worms. Noch am 1. Juli 1522 bezeichnete er sich in einem Brief an seinen Freund Otto Brunfels als Bekenner der evangelischen Wahrheit und bezeugte seine Liebe zu dem eben aufgegangenen Lichte des Evangeliums. Unter dem Eindruck der Bauernkriege wandte er sich von der Reformation ab und blieb dem katholischen Bekenntnis treu.
Eine gewisse Berühmtheit erlangte Indagine auf dem Gebiet der Astrologie sowie der Chiromantie. Sein Hauptwerk Introductiones apotelesmaticae erschien 1522 und erlebte mehrere Neuauflagen, so 1552 und zuletzt 1603. 1523 veröffentlichte er seine eigene Übersetzung ins Deutsche unter dem Titel Die Kunst der Chiromantzey. Sie wurde, trotz der Indizierung durch Papst Paul IV., bis ins späte 17. Jahrhundert häufig nachgedruckt und prägte als Standardwerk die Lehre von der Deutung des Körperbaues, des Gesichts und der Handlinien.
Er starb am 25. März 1537 in seiner Pfarre Steinheim, wo die Indaginestraße bis heute nach ihm benannt ist.

## Werke
- Introductiones apotelesmaticae elegantes in chyromantiam, physiognomiam, astrologiam naturalem, complexiones hominum, naturas planetarum, Straßburg 1522
- Die Kunst der Chiromantzey, uß besehung der Hend. Physiognomey, uß anblick des menschens: Natürlichen Astrologey nach dem lauff der Sonnen. Complexion eins yegklichen menschens. Natürlichen ynflüsß der Planeten. Der Zwölf zeichen Angesychten. Ettliche Canones zur erkantnüß der menschen kranckheiten, solicher weiß vormals nye beschriben oder gedruckt, 1523, Digitalisat in der Google-Buchsuche